# Hippoglossus hippoglossus
L' halibut atlantico o ippoglosso atlantico (Hippoglossus hippoglossus) è un pesce di mare appartenente alla famiglia Pleuronectidae.
A seconda della normativa è definito semplicemente come "ippoglosso" (Regolamento (CEE) N. 2622/79 e Regolamento (CE) N. 78/2005) o più precisamente come "ippoglosso atlantico" (Regolamento (CE) N. 217/2009 e Regolamento (CE) N. 218/2009 e Regolamento di Esecuzione (UE) N. 433/2012 e Decisione di Esecuzione (UE) 2016/1251).

## Distribuzione habitat
Questo pesce ha una distribuzione molto nordica ed è presente in Atlantico settentrionale fino alle coste inglesi in Europa e fino alla Nuova Inghilterra sul lato americano. È presente nei mari artici e della Groenlandia. 
Ha abitudini di vita bentoniche ma si può trovare che nuota in acqua aperta assai lontano dal fondo, in questo caso nuota dritto, come tutti gli altri pesci. Vive su fondali sabbiosi o fangosi da 50 fino a 2000 metri di profondità.
Raggiunge i fondali più profondi in inverno e nella parte meridionale del suo areale. Nelle zone più settentrionali lo si può ritrovare non lontano dalla costa.

## Descrizione
Questa specie ha un aspetto caratteristico da pesce piatto, schiacciato, con entrambi gli occhi sul fianco destro. La bocca però è molto più grande ed arriva all'occhio. Il corpo è molto meno appiattito rispetto agli altri pesci piatti come la platessa, è anche più allungato e gli occhi sono distanti. Il colore è grigiastro o bruno sul lato oculare e biancastro sull'altro. 
Raggiunge dimensioni veramente grandi, fino a 2,5 metri (4,70 m secondo alcune fonti).

## Alimentazione
È un pesce predatore che caccia con agguati, è predatore di specie come scorfani, merluzzi, granchi e razze.

## Riproduzione
Raggiunge la maturità dopo i 9 anni quando misura almeno 60 cm.

## Pesca e conservazione
Questa specie ha carni pregiate e per questo è stata pescata fino ai limiti di sopportazione delle popolazioni, che si sono rarefatte in maniera preoccupante. Questa sovrapesca, unita al fatto che questa specie ha una riproduzione lenta e che raggiunge la maturità sessuale ad un'età avanzata, la rende vulnerabile ed in pericolo di estinzione.